# Pulau
Il Pulau (chiamato anche Eilanden ), è un fiume dell'Indonesia.
Ha una lunghezza di 674 km e una portata media alla foce di 100,3 m³/s. Il bacino idrografico è di 145000 km2.

## Percorso
Nasce nei monti Maoke e attraversa velocissimo la sua valle, creando numerose cascate, alcune di notevoli dimensioni. Arriva in pianura ed allarga il proprio greto anche di 2 km, e riceve il fiume Furtinnes. Sfocia con un largo e profondo estuario nel mar degli Alfuri.